# ニホンザル
ニホンザル（学名：Macaca fuscata）は、オナガザル科マカク属に分類されるサルの一種。

## 分布
日本（本州、四国、九州および周辺の島嶼、屋久島）に分布。種子島や茨城県では絶滅。
ヒトを除いた霊長目の現生種では、最も北（下北半島の山林）まで分布する。

## 形態
頭胴長（体長）オス53 - 60センチメートル、メス47 - 55センチメートル。尾長オス7 - 11センチメートル、メス6 - 11センチメートル。体重オス6 - 18キログラム、メス6 - 14キログラム。東北地方や中部地方山岳部の個体群は、西日本の個体群よりも大型（例として志賀高原個体群は幸島個体群の倍近く体重がある）。体毛は寒冷地では長く密に被われ、温暖地では短く薄く被われる傾向がある。背面の毛衣は赤褐色や褐色、腹面の毛衣は灰色。種小名 fuscata は「暗色がかった」の意。
顔や尻は裸出し、赤い。
幼獣は体毛が密に被われるが、成長に伴い密度は低くなる。オスは犬歯が発達する。

## 分類
本種は元々ニホンザルとして記載されていた。後に M. speciosus が誤ってベニガオザルを指す学名とされ、本種に対応する学名として後に記載された Macaca fuscata が主に用いられるようになった。先取権は M. speciosus にあるものの、混乱を防ぐために M. speciosus を無効とする提案が1967年になされ、1970年に動物命名法国際審議会の強権により M. fuscata が本種の学名として用いられている。
本種の化石は中期更新世以降の地層から発見されている。最古の化石として、山口県美祢市から本種のものと思われる歯の化石が発見されている。この化石はトウヨウゾウやナウマンゾウと伴出しておりトウヨウゾウと同時期の化石であれば最古のものとなるが、一方でこれらは石灰岩の割れ目に堆積したもの（トウヨウゾウとナウマンゾウでは年代が異なるとされるため）でより新しい時代の化石である可能性もある。千葉県袖ケ浦市から本種の上腕骨を思われる化石が、ナウマンゾウと伴出した例がある。
属内では陰茎の亀頭の形態などからアカゲザル、カニクイザル、タイワンザルに近縁と推定され fascicularis グループを形成する。最も近縁なのはアカゲザルで500,000年前に分岐したと推定されている。
基亜種と亜種ヤクシマザルは170,000 - 180,000年前に分岐したと推定されている。ミトコンドリアDNAの分子系統解析では、主に近畿地方と中国地方を境界として2系統に分かれる。
Macaca fuscata fuscata Gray, 1870 ニホンザル、ホンドザル、ホンドニホンザル
本州、四国、九州
Macaca fuscata yakui Kuroda, 1940 ヤクザル、ヤクシマザル、ヤクシマニホンザル
屋久島。
体毛が長く、毛衣が暗褐色がかる。頭蓋が小型。眼窩が縦長で、眼窩間の幅がより狭い。

## 生態
常緑広葉樹林や落葉広葉樹林に生息する。地表でも樹上でも活動する。昼行性だが、積雪地帯では吹雪の時は日中でも活動しない。群れは1 - 80平方キロメートルの行動圏内で生活する。行動圏は常緑広葉樹林では狭く落葉広葉樹林内では広くなる傾向があり、照葉樹林では1頭あたり1.4 - 6.4ヘクタールだが落葉樹林では1頭あたり9 - 79ヘクタール。複数の異性が含まれる十数頭から100頭以上の群れ（亜種ヤクシマザルはほぼ50頭以下）を形成して生活する。群れは母系集団で、オスは生後3 - 8年で産まれた群れから独立し近くにある別の群れに入ったり遠距離移動を行うと推定されている。他の群れとの関係は地域変異があると推定されており、例として屋久島の個体群は群れの間で優劣関係があり群れ同士が遭遇すると争うが、白山の個体群は群れ同士が避けあい時に混ざることもあるという報告例がある。
主に果実を食べるが、植物の葉、花、種子、キノコ、卵、昆虫なども食べる。京都府の嵐山では、192種の食物を食べていたという報告例がある。亜種ヤクシマザルは、カエルやトカゲも食べた例もある。下北半島の個体群は食物が少ない時期に樹皮、海藻、貝類なども食べる。春季は花や若葉、夏季は漿果、春季から冬季にかけては果実や種子を食べる。長野県松本市の上高地では、冬季に魚類を日常的に食べている。
哺乳類としては比較的大型で動きの機敏な本種に天敵は少ないが、捕食者としてクマタカが挙げられる。また、絶滅したニホンオオカミも本種を捕食対象としていた。
肉食の報告例として2015年には北アルプスでライチョウの幼鳥を捕食している姿が観察されている。
繁殖様式は胎生。主に秋季から冬季にかけて交尾を行う。妊娠期間は161 - 186日。この時期以外にメスが発情期に発情することは少なく、月経もまれ（月経があっても無排卵月経）。春季から夏季に1回に1頭（まれに2頭）の幼獣を1回産む。出産間隔は2 - 3年だが、栄養状態によってはより長くなることもある。授乳期間は11 - 18か月。メスは生後5 - 7年で性成熟する。野生下での寿命は主に25年以下（幼獣の死亡率が高い）だが、一方で餌付けされた個体群では30年以上の生存が推定されている個体や生後26年で出産した例もある。

### 文化的行動
幸島の個体群では、餌のサツマイモを海水で洗って食べる行動が報告されている。群れの他のものにもそれをまねするものが現れた。海水でサツマイモなどの砂を洗い落として塩味をつける「イモ洗い行動」、砂浜にまかれた麦粒を海中に投じて選別する「砂金採集行動」が関心を呼んだ。比較的若い個体がこうした行為を行い、成長しその個体と血縁関係がある個体を中心に同様の行動を行う傾向がある。一方でこうした行動が「模倣による伝搬」なのか「他の個体の行為を見て刺激を受け、試行錯誤し結果的に同じ行動を行う」のか慎重に検討すべきだとする意見もある。
幸島のサルが魚を食べた事例は、1980年代以前に関しては餌として蒔かれたものが4回、浜に打ち上げられたものを取って食べたのが2回と記録されている。しかし生きている魚を捕まえて食べてはいない。

## 社会構造

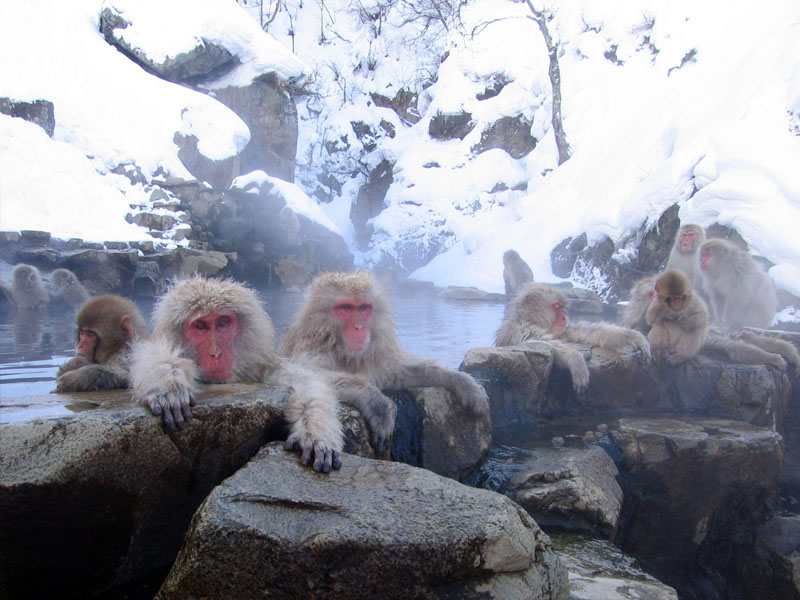
雪の中温泉につかるニホンザル（長野県地獄谷野猿公苑）
サルは熱帯を中心に分布しており、世界的に見れば、このような光景は稀有である。

以前は、強力な統率力をもつボスザルとそれを取巻くメス、幼獣を中心として、他のオスは周辺部に位置し、中心部に入ることが許されないという「同心円二重構造」として群れの社会構造が説明されていた。なお、「ボスザル」という呼称は後に「リーダー」などと呼び変えられた。
ニホンザルの社会の仕組みについては、以下のようなものと考えられていた。
- 群れを構成するのは成体のオスとメス、および幼獣と若者である。群れに入らない離れザルがあるが、これは若いか成体のオスがほとんどである。
- 群れの個体はすべての個体間で力の強弱による順位が決まっており、全体として直線的な順位制を持っている。順位が高いものに対しては尻を向け、上位者がその後ろから乗りかかる「マウンティング」という行動があり、これによって順位が確かめられると同時に、争いが回避される。順位が離れるほどこの行動はおこなわれなくなる。
- 単なる順位制でなく、階級があって、それぞれに群れの中での位置が決まっている。
- リーダーは大人オスの1 - 数頭で、群れの中央に位置し、その周囲にメスと幼獣、その外に若者オスが位置する。
- リーダーは外敵から群れを守り、また、群れ内部での争いに介入して仲裁する。
- 雄は幼い間はメスと共に群れの中央にいるが、若者になると群れの外側に出て、一部は離れザルとして群れを去る。
- 若者オスは群れの中での順位が上がると次第にリーダー的な行動を取るようになり、サブリーダー（ボス見習いとも）となるが、ボスとなって群れの中央に入るにはメスグループの了承を必要とする。
- メスは終世群れの中央にいる。順位はあるが、はっきりとした階級はない。

しかし、伊沢紘生らによる白山にすむ野生群などの研究ではボスザルの存在は認められず、群れは「仲間意識」によって支えられた集団であるとしている。群れ内に「ボス」や「決まった順位」があると見えるのは、人間による餌付け（決められた場所、時間、量のサツマイモや大豆などの給餌による飼いならし）という餌の独り占めが現れやすい特殊な状態下だからだ、という見解である。また「順位制」という「制度」的なものがサルの社会にあるかのような表現も再考されるべきであるとしている。
社会的親和性のあった仲間が死ぬと、死んだニホンザルの毛づくろいをしたりしばらく近くに留まったりする個体もいる。

## 人間との関係
後述するように猿を神として祀る信仰が存在する一方で、狩猟対象として肉を食用とする風習が一部の地方には存在した。詳しくは猿食文化を参照。
1952年に京都大学によって幸島で生態研究を目的とした餌付けが行われたほか、後述する天然記念物のうち幸島、高崎山、臥牛山、箕面山、下北半島でも餌付けが行われた。天然記念物非指定の地域も含めて1970年代までに最盛期には日本で30箇所の計画的な餌付けによる野猿公苑が本州〜九州に設置されたが、その後減少に転じて1989年時点では17箇所となっていた。それ以外にも、モラルを欠いた観光客によって餌付けされる例がある。餌付けによる個体数増加に伴い、周辺地域での人間に対する直接的な被害も含めた猿害も発生しており、給餌量制限が実施されることもある。
また、本種は重要な農業害獣である。1947年以降の狩猟獣からの除外、農村の衰退などにより本種が人間の居住域にも進出するようになった結果、農作物の被害（猿害）が主に1970年代から増加している。シカやイノシシの侵入を防止する通常の柵は登って越えてしまううえ、爆音機やかかしなどの威嚇手段は実害がないことを即座に見抜いてしまう。そのためニホンザル対策には有刺鉄板を柵に取り付ける、電気柵を設置するなど相応の工夫が必要であり、高額な対策費を要する。しかし、周囲の木などから飛び降りる、通電していない部位や漏電箇所を伝って柵を越える、などの手段で突破されることも珍しくない。さらにシカ・イノシシと異なり常に十数匹～数十匹の群れで行動すること、農作物の最も食味の良い箇所や最も柔らかい箇所のみを食べて残りの可食部は捨てて食い散らかすこと、収穫期前の農作物を食害する際には手当たり次第に一口のみ齧って熟したものを探し回ることから、農作物に対して甚大な被害をもたらす。昼行性であるため農作物を荒らしている最中の姿を目にしやすいが、本種を追い払おうとすると逆に本種から威嚇や攻撃をされる危険性がある。
2019年の農業被害額は約9億円で、シカとイノシシに次ぐ第三位であるが、被害面積当たりの被害額では第一位である。木登りが得意であることから、土壌に植えられている野菜類のみならず樹上の果実も大規模な食害を受ける。また、食物の乏しい冬季には樹皮を食料とする習性があるため、果樹は果実のみならず樹皮を丸ごと剥がされる被害も発生する。
ニホンザルによる食害の特徴として、農作物への単純な経済損失以上の被害が発生する点が挙げられる。これは前述の摂食習性に加え、畑の外へ農作物を持ち出して摂食行動をとることもあるためである。そのためニホンザルの被害を受けると畑とその周辺に食べ残しの農作物が大量に散乱するという惨状を呈する。
食い散らかされた農作物を目にする農業従事者の精神的苦痛も大きいうえ、可食部が残っている農作物の廃棄にも手間と費用がかかる。また、食べ残しの処理が遅れると、腐敗して悪臭や害虫の発生源となる、家屋の屋根を汚損する、他の害獣を誘引する、などの二次的被害も発生する。
サル対策として、学習能力の高さを利用して山の奥地へ追いやる方法がある(追い上げ)。これはソフトエアガンやスリングショットなどによる非致死的攻撃、またはロケット花火や猟犬などによる威嚇によって追い払い、人間の居住域は危険であると刷り込むことであり、一定程度の効果を上げている。しかしながら地形条件やニホンザルの個体数によっては追い上げを選択できないこともある。
上述の通り甚大な被害をもたらすことから有害鳥獣として駆除されることもあり、1996年における駆除数は約10,000頭と推定されているが、個体数は増加の一方である。 
人間との接触を通して、素手の人間は有効な攻撃手段を持たないことを学習した個体による咬害や所持品の強奪、家屋への侵入といった猿害も発生しており、もはや農業害獣の範疇に留まらなくなっている。知能の高い本種は人間に対する観察眼も鋭く、力の弱い女性・子供・老人に対しては特に攻撃的となる傾向がある。神奈川県小田原市では「H群」と呼ばれる個体群によって農業被害、家屋侵入などの生活被害、さらには人間に対する身体的被害が続いており、2021年5月には全頭駆除の方針が下された。
種の保存の観点からは、広葉樹林林伐採や針葉樹植林による生息地の破壊、害獣駆除による影響のほか、近縁外来種による遺伝子汚染が懸念されている。和歌山県で観光施設から脱走した個体に由来するタイワンザルが数十年にわたって定着（1970年代には確認されている）し、1998年には中津村（現:日高川町）で赤血球酵素の電気泳動法やミトコンドリアDNAの塩基配列などによる検査から本種との交雑個体が確認された。青森県でも1950年代から1971年までは十和田市・以降は野辺地町で放獣されていたタイワンザルの飼育個体（2004年に全頭除去）の中に大間町の山林で発信機をつけて放獣された本種のオスがいることが判明し、同様の検査により2頭（うち1頭は母親が交雑個体だったとされる）の交雑個体が発見されている。房総半島では1995年に館山市や白浜町（現:南房総市）でマカク類の群れが発見され、2003年にはミトコンドリアDNAの分子系統推定からこれらがアカゲザルであるということが判明し、2002 - 2004年にかけて分子系統解析から館山市・白浜町・市川市で計9頭の本種とアカゲザルとの交雑個体が確認された。このうち8頭は館山市・南房総市で発見されたためアカゲザルの集団に本種のオスが加わったことでアカゲザルのメスが産んだ個体だと考えられているが、2004年に市川市で発見された個体は本種のメスが産んだ交雑個体であることが示唆されている。高宕山自然動物園で2016年に行われた164頭の全頭調査では、57頭が交雑個体という解析結果が得られた。
1977年に霊長目単位で、ワシントン附属書IIに掲載されている。日本では1934年に幸島（宮崎県串間市）が「幸島サル生息地」、1953年に高崎山が「高崎山のサル生息地」、1956年に臥牛山、高宕山を中心にした丘陵、箕面山がそれぞれ「臥牛山のサル生息地」「高宕山のサル生息地」、「箕面山のサル生息地」、1970年に下北半島北西部および南西部の個体群およびその生息地が「下北半島のサルおよびサル生息地」として国の天然記念物に指定されている。
M. f. fuscata ホンドザル
LEAST CONCERN (IUCN Red List Ver. 3.1 (2001))

北奥羽・北上山系のホンドザル
1947年に禁猟となるまでの乱獲によって東北地方の個体群は激減し、1998年までは「東北地方のホンドザル」としてレッドリストに掲載されていた。東北地方の個体群は分布が拡大・生息数は回復傾向にあるが、北上山系の五葉山に小規模な隔離個体群が存在し、奥羽山脈北部でも現状が不明な群れが存在するとされる。森林伐採、スギやカラマツといった針葉樹の植林、ニホンジカによる植生の改変による影響が懸念されている。五葉山およびその南側の準平原は県立自然公園に指定されている。五葉山での2008年における生息数は群れ4つで73頭とされる。
絶滅のおそれのある地域個体群（環境省レッドリスト）
金華山のホンドザル
ニホンジカによる植生の改変による影響が懸念されている。生息地は三陸復興国立公園に指定されている。1967年における生息数は群れ1つで約70頭、1983年における生息数は群れ5つで270頭（1983 - 1984年の冬季に約180頭まで減少）、1994年における生息数は群れ6つで約300匹、2003 - 2005年における生息数は156頭、2007年における生息数は群れにいない個体も含めて259頭と推定されている。
絶滅のおそれのある地域個体群（環境省レッドリスト）
M. f. yakui ヤクシマザル
LEAST CONCERN (IUCN Red List Ver. 3.1 (2001))

日本ではマカカ属（マカク属）単位で、特定動物に指定されている（特定外来生物に指定されているアカゲザル・カニクイザル・タイワンザルを除く）。
日本のサル学の発祥の地は「高崎山自然動物園」のある高崎山（大分県大分市）ともいわれる。

## 文化の中のニホンザル

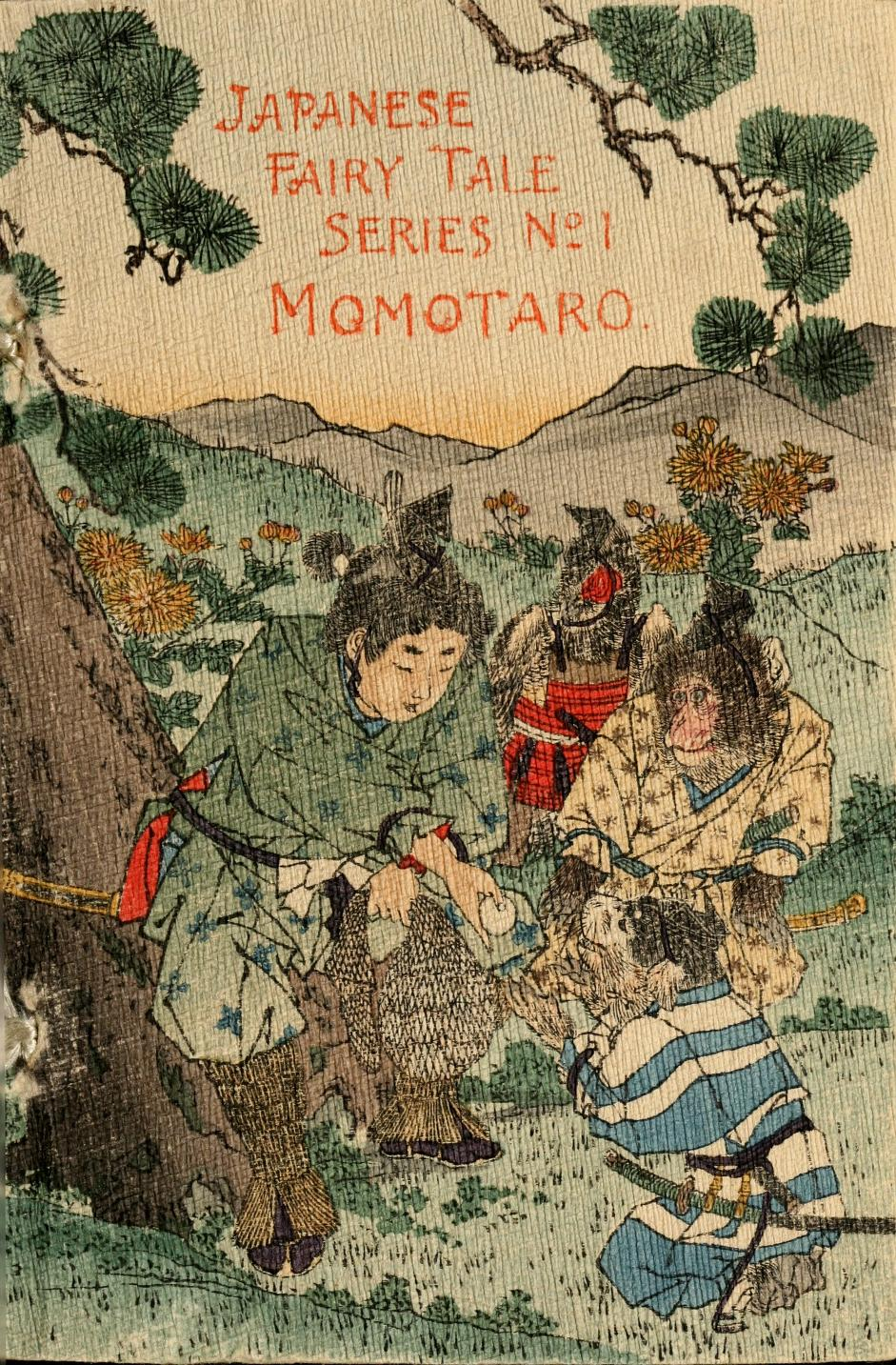
明治時代に描かれた錦絵風の『桃太郎』のイラスト。1886年。

2015年（平成27年）2月2日発行の5円普通切手の絵柄として採用された。

### 呼び名
日本語「猿（さる）」は、元来ニホンザルを指して使われた呼び名であった。
異称は「ましら」で、和歌などでは盛んに使われる。南方熊楠によればこれは梵語に由来するものかという。
また俗に「エテ公」などとも言うが、これは一種の忌み言葉で、猿が「去る」に通じるのを避けて「得手」と呼んだことが起源とされる。
南方がかつて熊野川を船で下ったとき、船頭は猿を「野猿（やえん）」「エテ吉」と呼び、決して「猿」の名を口にはしなかったという。上記のように「猿が去るに通じる」のを避けるため「エテ」などの別名で呼んだとされるが、「猿」を忌み言葉とする文化は日本以外のアジア圏でも確認できるため、本来はそこに別の意味があったのではないかと考えられる。
いっぽうで、続日本紀に見える柿本朝臣佐留、歌人の猿丸大夫、上杉謙信の幼名「猿松」、前田利常の幼名「お猿」など、日本人の名には「猿」を戴くものもあるのだが、南方によればこれは、古く猿をトーテムとする家族が多かった名残であろうという。歌人や演者には「猿」を名前に入れる人が多く、古く日本全体で必ずしもすべての人が「猿」を忌み言葉にしていたのではないことがうかがえる。
ニホンザルのことを英語で Snow Monkey と呼ぶ。

### 山神としてのニホンザル
猿は古来“山神”とされた。
猿は他の獣とは違って人の異形にして縮小態であり、それゆえに、山神の使者、あるいは神そのものとされたのも自然な成り行きであった。
南方によれば、田畑を荒らされるのを防ぐために猿に餌をやったことが、かえって猿は田畑の守り神であると認知させることになったのだという。
また日吉信仰はおそらくその字のとおり太陽崇拝に関係しており、日の出とともに騒ぎ出す猿は日神の使者と考えられたのではないかという。
中村禎里によれば、猿神が日本土着の起源をもつことは、これが日吉系の各社にかぎらず浅間など各地で山神信仰と結びついていることからも明らかだが、そうした山神としての猿信仰が、仏教とともに流入したインドの土俗神とおそらく習合し、さらに「日吉」「庚申様」「馬頭観音」「猿田彦」などの猿と関連づけられた“看板”を獲得しながら普及する中で、後世の日本人の信仰が形づくられてきたのだという。
なお、再度南方によれば、日本独特の民間信仰である庚申信仰で祀られる主尊・青面金剛とは、ラーマーヤナ説話の主人公・ラーマの本体たるヴィシュヌ神が日本で転化したものであり、青面金剛の足元にたびたび描かれる三匹の猿、「見ざる、言わざる、聞かざる」のいわゆる三猿は、ラーマに仕えたハヌマーンの変形に他ならない。
とはいえ当然ながら、日本の信仰に表れる三猿は、まぎれもなく尻尾の短いニホンザルである。

### 馬と猿、猿曳き
日本には古来、猿は馬を守る守護者であるとする伝承があった。
たとえば「猿は馬の病気を防ぐ」として、大名屋敷などでは厩において猿を舞わせる習慣があったが、こうした猿の舞を生業とする猿曳き（後の猿回し）は、柳田國男によれば、元来“馬医”をも生業に兼ねていた。
柳田はまた「厩猿（まやざる）」と呼ばれる習俗を紹介している。
これは東北地方（特に秋田県、岩手県）に見られる風習で、馬（や牛）の健康、安産、厩の火除けなどを願って猿の頭蓋骨や手、あるいは絵札などを厩に飾るもの。柳田によればこれは非常に古い伝統で、元来は実物の猿を厩につないでいたものだった。厩に猿を飼う風習は古く『梁塵秘抄』や『古今著聞集』にも例があり、また類似の習俗は中国やタイにもあったという。

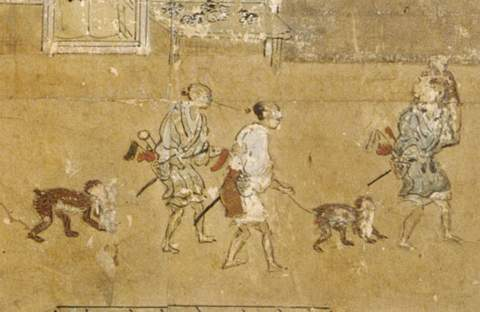
洛中洛外図屏風（16世紀）に描かれた猿曳きと猿。
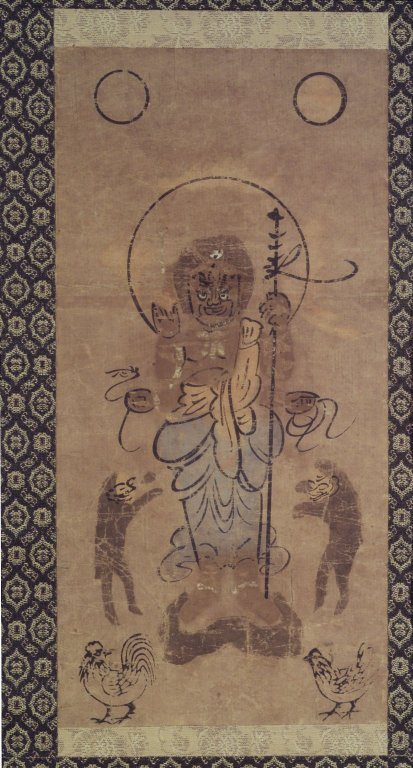
庚申信仰の主尊・青面金剛が二匹の猿を従えている。上部には日月を表す二つの円、下部には鶏も見える。江戸時代。
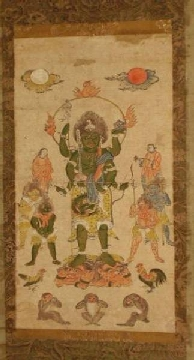
同じく青面金剛。こちらの懸画では猿は「見ざる、聞かざる、言わざる」の三猿になっている。
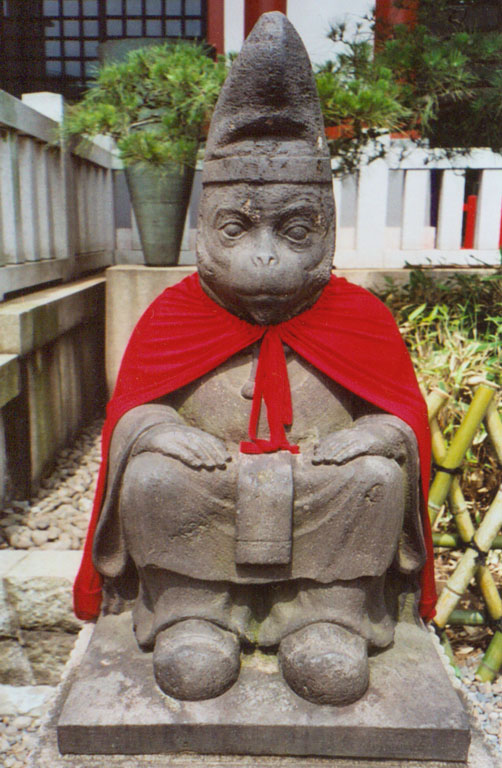
山王信仰（日吉信仰）の流れを汲む東京・永田町の日枝神社にある猿像。神の使いとされ、狛犬像にかわって神前を守っている。
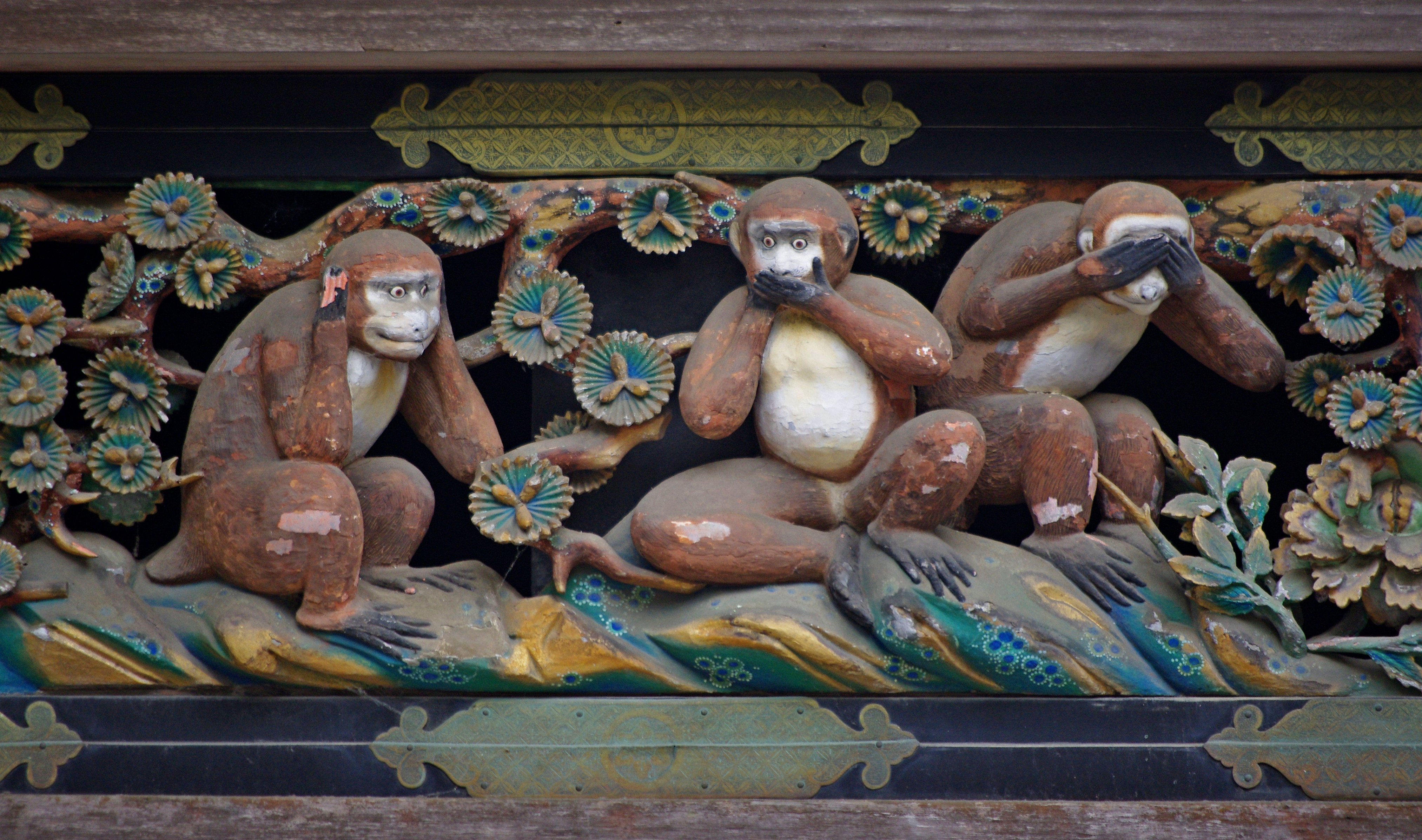
有名な“日光の三猿”。実はこのレリーフがあるのは「神厩舎」と呼ばれる厩舎であり、「猿が馬を守る」という民間信仰はここにも反映している。

大衆文化とニホンザル
ニホンザルは比較的身近な生き物であったことから、大衆文化にもよく登場する。
『靱猿』（うつぼざる）は狂言の曲で、毛皮で靫をこしらえるために猿をほしがる大名と猿曳き、そして子役の演じる猿が登場する著名な演目だが、猿自身が主役となる『猿聟』のような曲も狂言にはある。
『桃太郎』『さるかに合戦』などの有名な説話においても猿は重要な役割を演じている。
ほかにも川柳におもしろおかしく詠まれたり、身近な日用品などのモチーフとしても、猿の意匠はさまざまに使われてきた。
「（悪事を）見ざる、言わざる、聞かざる」を象徴するとされるいわゆる「三猿」は、前述のとおり庚申信仰との関わりが深いが、もとは論語の教えや天台宗の教義が日本国内において猿と結びついたものかという。
左甚五郎作と伝える日光東照宮のレリーフが世界的によく知られており、現在では三猿のモチーフは世界各国で見られるようになっている。

『鳥獣戯画』（12-13世紀）より、川で沐浴をする猿と兎たち。
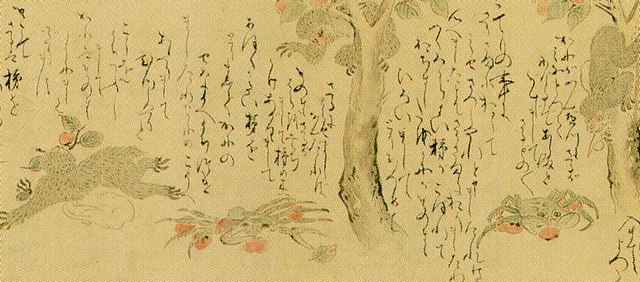
『猿蟹合戦絵巻』部分。江戸時代に描かれたもの。
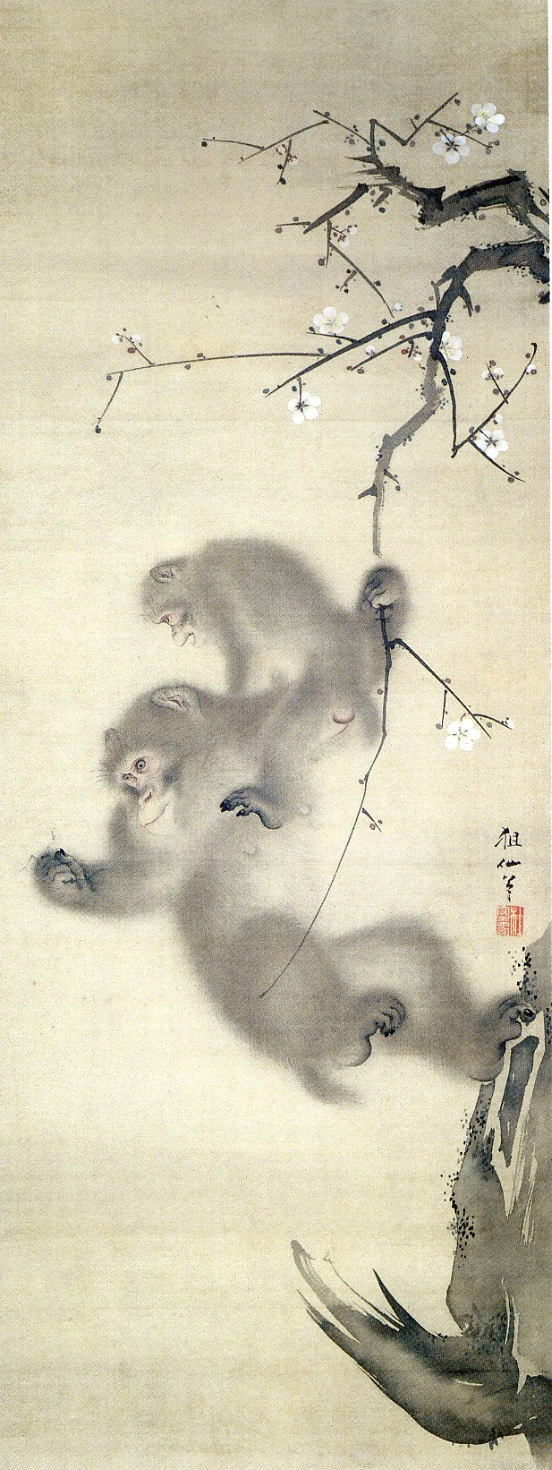
森狙仙『梅花猿猴図』（19世紀初）。ニホンザルは伝統的な花鳥画などに描かれることは少なかったが、後にはこうして主題に置いた作品が見られるようになった。
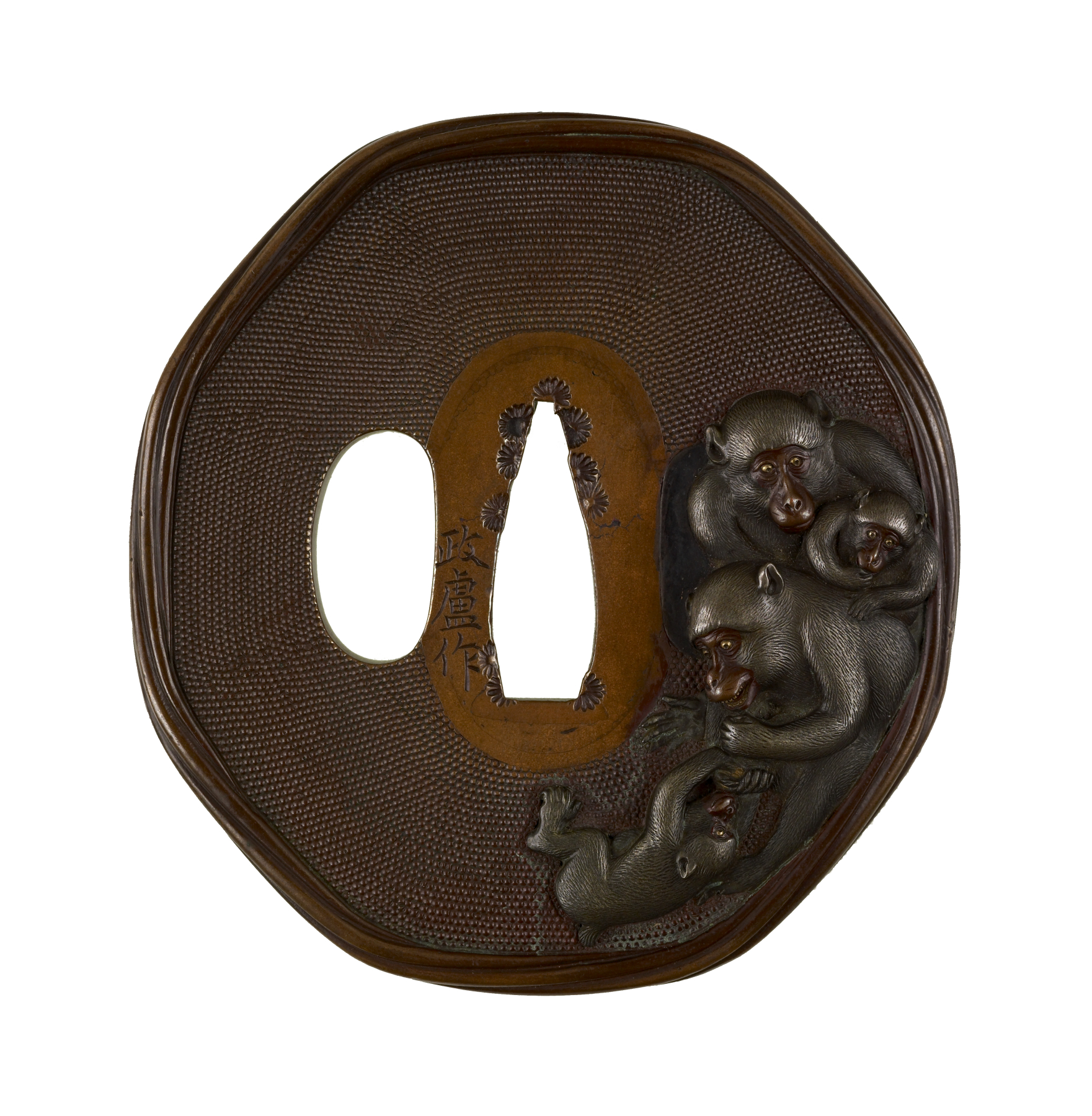
岩間政盧（いわままさよし）作の鍔。江戸後期。
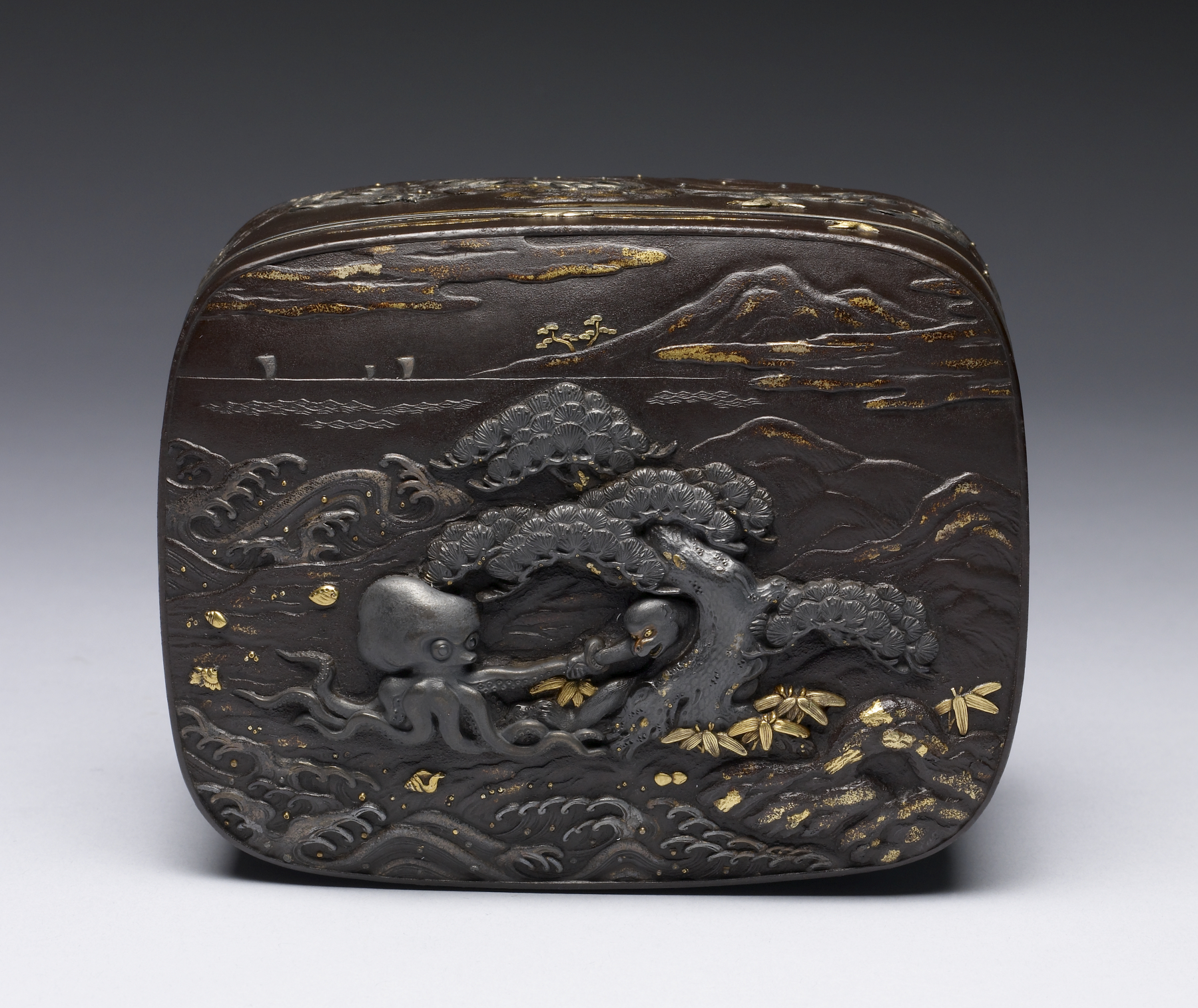
猿と蛸が引き合っている珍しい図柄。『新説百物語』にあるという「猿蛸を取りし事」 の類話モチーフか。19世紀。
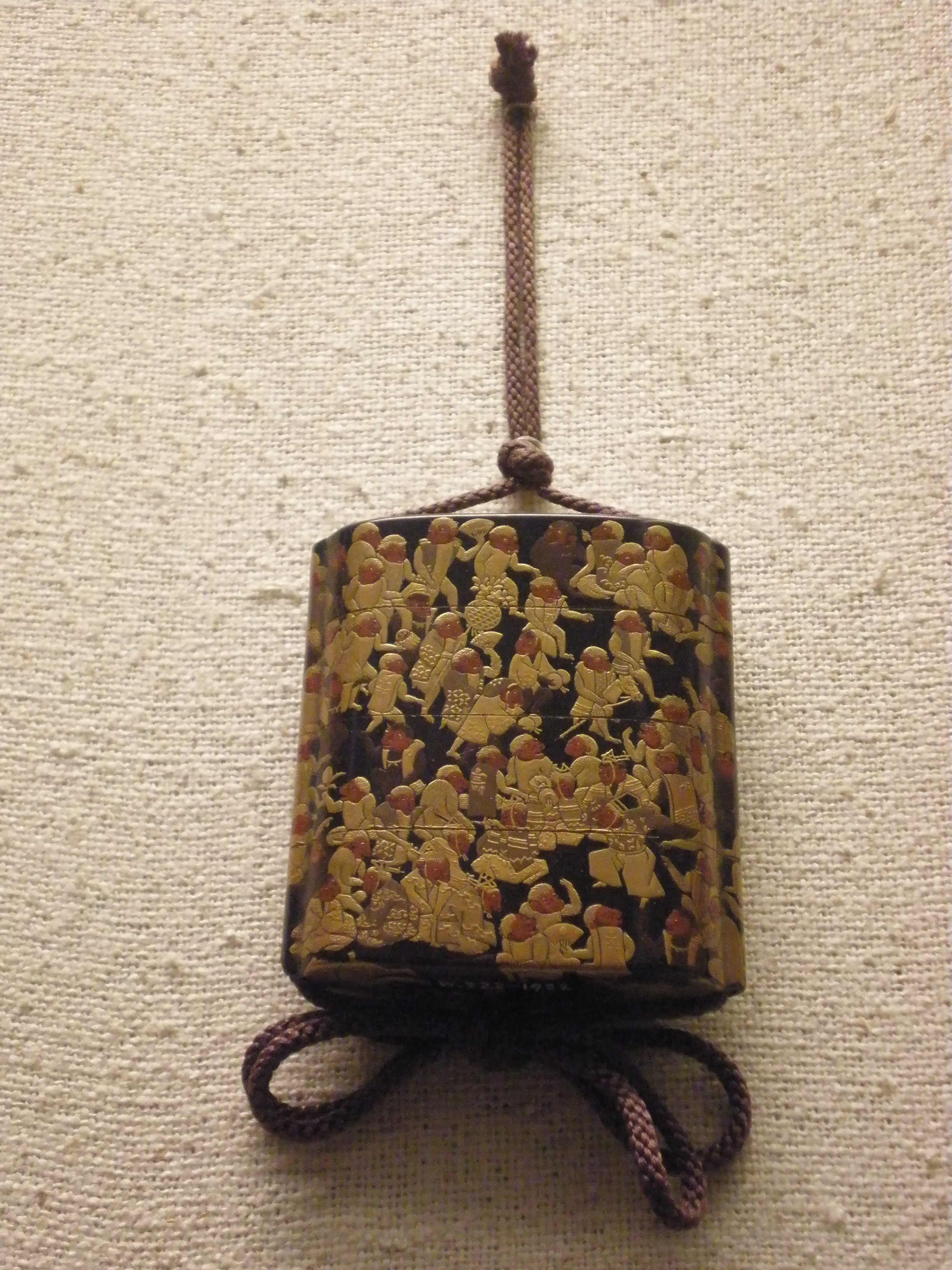
“百猿図”柄の印籠。よく見ると猿たちはユーモラスに人間の服を着ている。
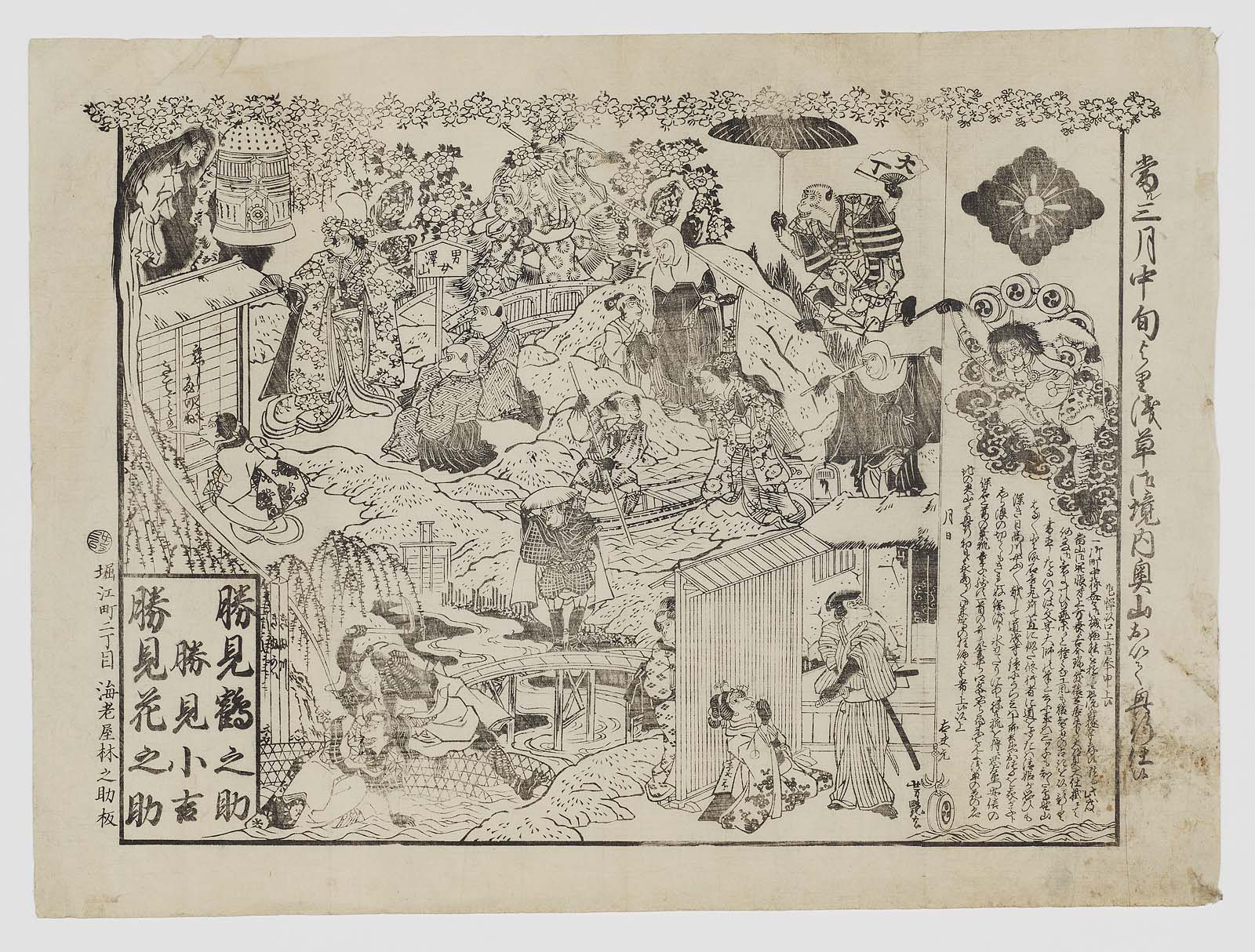
猿芝居の引き札。歌川芳艶筆、1860年。猿太夫勝見鶴之助率いる猿芝居一座による浅草奥山での興行の宣伝ちらし。

見せ物としての猿まわしなどもある。